# Dolicharthria stigmosalis
Dolicharthria stigmosalis là một loài bướm đêm trong họ Crambidae.